# Encore Award
L'Encore Award è un premio letterario britannico assegnato annualmente al miglior secondo romanzo pubblicato nel Regno Unito l'anno precedente.
Istituito nel 1990 da Lucy Astor con il denaro di una donazione per sopperire alla mancanza di un riconoscimento destinato al secondo romanzo, impresa spesso non facile certificata dalla locuzione "sindrome da secondo romanzo", a partire dal 2016 è amministrato in maniera esclusiva dalla Royal Society of Literature.
Assegnato nel mese di maggio, il montepremi è di 10000 sterline da dividere in caso di ex aequo, come avvenuto nel 2018 con la spartizione del premio tra Andrew Michael Hurley e Lisa McInerney.

## Albo d'oro[7]
| Anno    | Autore                | Libro vincitore              | Traduzione italiana               | Premio  |
| ------- | --------------------- | ---------------------------- | --------------------------------- | ------- |
| 1990    | Peter Benson          | A Lesser Dependency          |                                   | £3,750  |
| 1990    | Paul Watkins          | Calm at Sunset, Calm at Dawn |                                   | £3,750  |
| 1991    | Carey Harrison        | Richard's Feet               |                                   | £7,500  |
| 1992    | Iain Sinclair         | Downriver                    |                                   | £7,500  |
| 1993    | Colm Tóibín           | The Heather Blazing          | Fuochi in lontananza              | £7,500  |
| 1994    | Amit Chaudhuri        | Afternoon Raag               |                                   | £7,500  |
| 1995    | Dermot Healy          | A Goat's Song                |                                   | £7,500  |
| 1996    | Alison Louise Kennedy | So I am Glad                 |                                   | £7,500  |
| 1997    | David Flusfeder       | Like Plastic                 |                                   | £7,500  |
| 1998    | Timothy O'Grady       | I Could Read the Sky         |                                   | £3,750  |
| 1998    | Alan Warner           | These Demented Lands         | La ragazza nell'acqua             | £3,750  |
| 1999    | Christina Koning      | Undiscovered Country         |                                   | £7,500  |
| 2000    | John Burnside         | The Mercy Boys               |                                   | £2,500  |
| 2000    | Claire Messud         | The Last Life                | L'innocenza perduta di Sagesse    | £2,500  |
| 2000    | Matt Thorne           | Eight Minutes Idle           |                                   | £2,500  |
| 2000    | Phil Whitaker         | Triangulation                |                                   | £2,500  |
| 2001    | Anne Enright          | What Are You Like?           |                                   | £10,000 |
| 2002    | Ali Smith             | Hotel World                  | Hotel World                       | £10,000 |
| 2003    | Jeremy Gavron         | The Book of Israel           |                                   | £10,000 |
| 2004    | Michelle de Kretser   | The Hamilton Case            | Il caso Hamilton                  | £10,000 |
| 2005    | Nadeem Aslam          | Maps for Lost Lovers         | Mappe per amanti smarriti         | £10,000 |
| 2006/07 | M. J. Hyland          | Carry Me Down                | Il bambino che non sapeva mentire | £10,000 |
| 2008/09 | Julia Leigh           | Disquiet                     |                                   | £10,000 |
| 2010/11 | Adam Foulds           | The Quickening Maze          |                                   | £10,000 |
| 2011    | Joe Dunthorne         | Wild Abandon                 |                                   | £10,000 |
| 2012    | Ned Beauman           | The Teleportation Accident   | La macchina fatale                | £10,000 |
| 2013    | Evie Wyld             | All The Birds, Singing       | Tutti gli uccelli, cantano        | £10,000 |
| 2014    | Neel Mukherjee        | The Lives of Others          | La vita degli altri               | £10,000 |
| 2015    | Sunjeev Sahota        | The Year of the Runaways     | L'anno dei fuggiaschi             | £10,000 |
| 2017    | Ian McGuire           | The North Water              | Le acque del Nord                 | £10,000 |
| 2018    | Andrew Michael Hurley | Devil's Day                  | Il giorno del diavolo             | £5,000  |
| 2018    | Lisa McInerney        | The Blood Miracles           | Miracoli di sangue                | £5,000  |
| 2019    | Sally Rooney          | Normal people                | Persone normali                   | £10,000 |
| 2020    | Patrick McGuinness    | Throw Me To The Wolves       | Gettami ai lupi                   | £10,000 |
| 2021    | Caoilinn Hughes       | The Wild Laughter            | Le conseguenze                    | £10,000 |
| 2022    | Francis Spufford      | Light Perpetual              | Una luce che non si spegne        | £10,000 |
| 2023    | Daisy Hildyard        | Emergency                    |                                   | £10,000 |
| 2024    | Isabella Hammad       | Enter Ghost                  |                                   | £15,000 |
| 2025    | Manya Wilkinson       | Lublin                       |                                   | £15,000 |